# Santa Maria dell’Aiuto (Neapel)
Koordinaten: 40° 50′ 39,9″ N, 14° 15′ 14,4″ O
Die Kirche Santa Maria dell’Aiuto („Maria Hilf“) von Neapel liegt in der gleichnamigen Straße im historischen Zentrum, nicht weit von Santa Maria la Nova.
Die römisch-katholische Kirche gehört wie die gesamte Altstadt von Neapel zum Weltkulturerbe der UNESCO.

## Geschichte

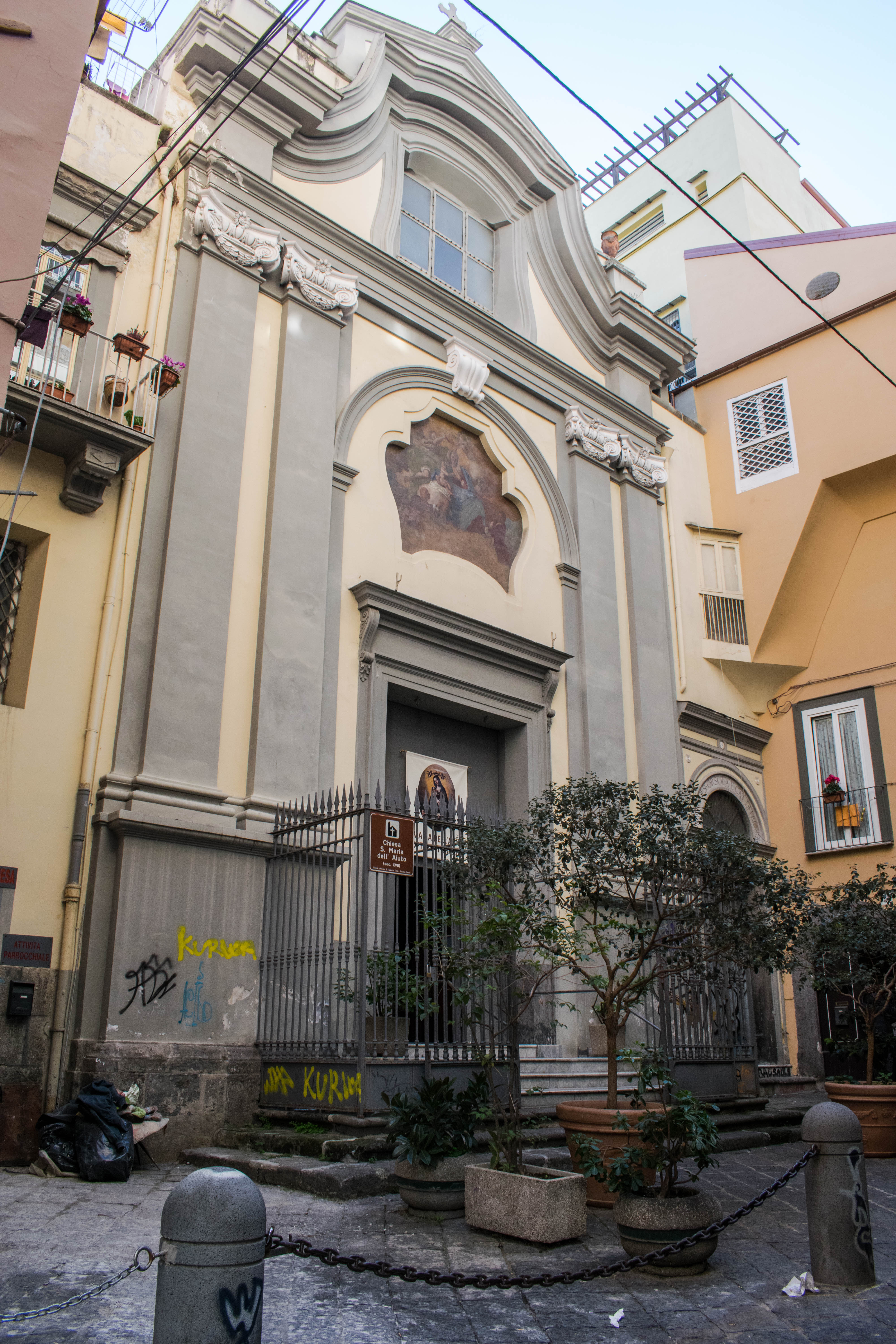
Fassade

Ursprünglich befand sich an der gleichen Stelle eine kleine Kapelle, die von einigen jugendlichen Gläubigen um ein einfaches Madonnenbild aus Pappmaché errichtet wurde; das ursprüngliche Bild wurde bald durch ein schöneres Ölgemälde ersetzt. Während und nach der Pestepidemie von 1656 kamen so viele Spenden zusammen, dass man eine richtige Kirche bauen konnte. Einige wohlhabende Bürger hatten außerdem angrenzende Grundstücke für den Kirchenbau erworben. Dieser entstand nach Plänen von Dionisio Lazzari, und war 1673 so weit fertiggestellt, dass man das Madonnenbild offiziell in die neue Kirche bringen konnte. Ende des 18. Jahrhunderts wurde die Kirche gründlich restauriert.
Das Madonnenbild galt als wundertätig und wurde immer mehr zum Gegenstand der Verehrung, wovon 2500 Votivtafeln zeugen, die im Laufe der Zeit von dankbaren Gläubigen angebracht wurden. Am 24. Mai 1889 wurde die Madonna schließlich nach einem päpstlichen Dekret von Leo XIII. durch Kardinal Guglielmo Sanfelice feierlich gekrönt.
Im Zweiten Weltkrieg wurde die Kirche wie durch ein Wunder von den Bombardierungen verschont, während die gar nicht weit entfernte Klosterkirche von Santa Chiara völlig in Schutt und Asche versank. Nachdem die Deutschen 1943 in Neapel Einzug gehalten hatten, nahm die Kirche sowohl Menschen auf, die vor den Deportationen der Nazis flüchteten, als auch Widerstandskämpfer; dabei schliefen die Menschen nachts auf dem Boden der Kirche.

## Beschreibung
Die Fassade wird von vier glatten Pilastern mit ionischen Kapitellen gegliedert; über dem Portal ist ein Fresko in einem geschwungenen Rahmen eingelassen.

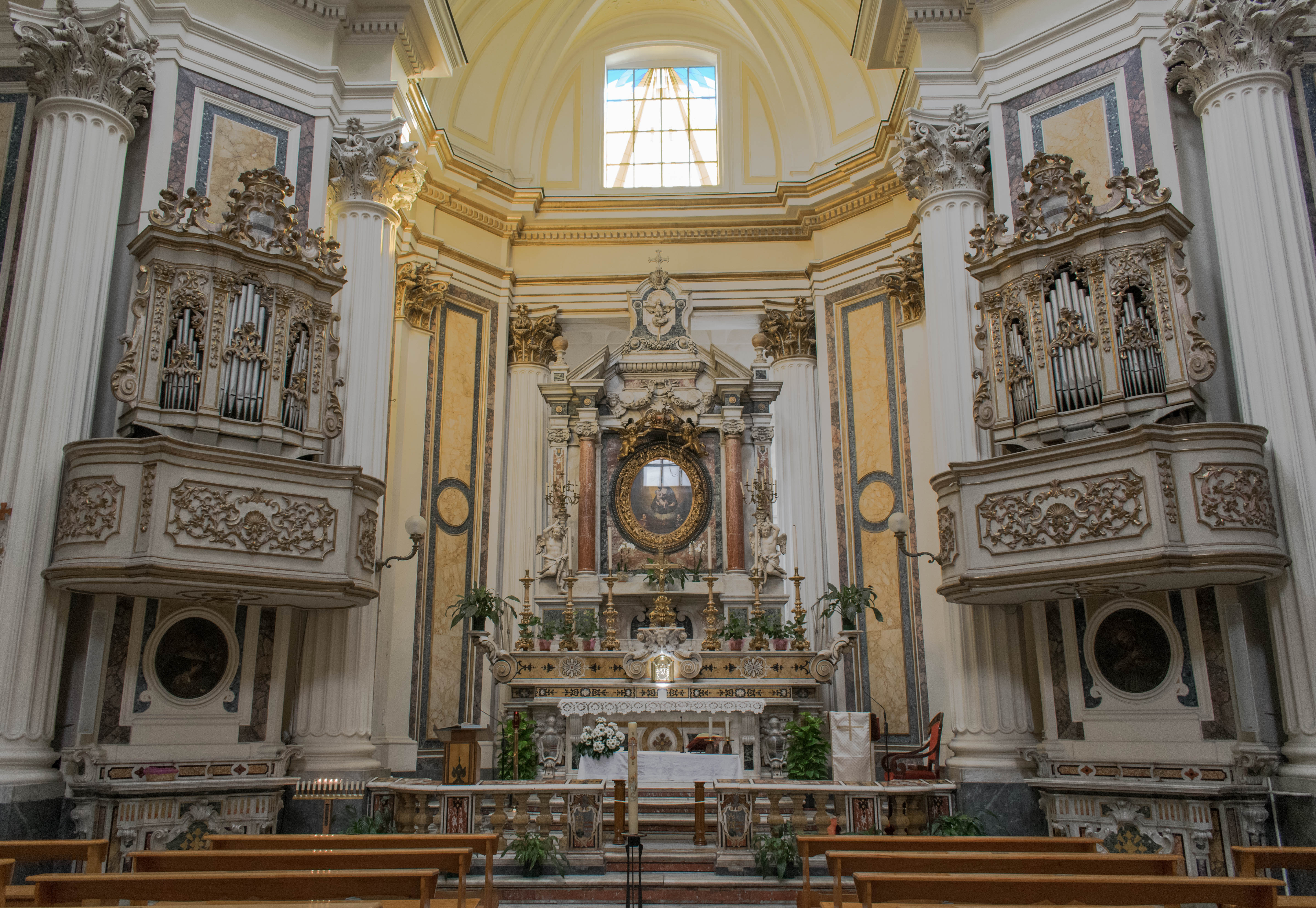
Hauptaltar und Orgeln

Der Innenraum im Stil des neapolitanischen Barock, aber mit klassizistischen Anklängen, hat die Form eines griechischen Kreuzes. Der eigentliche Kirchenraum in der überkuppelten Vierung ist ein unregelmäßiges Achteck und wird rhythmisiert durch kannelierte Säulen mit vergoldeten Kapitellen der Kompositordnung. Auch die Kuppel selber ist in acht Segmente unterteilt und mit einer Stuckdekoration aus griechischen Kreuzen verziert, ganz oben im Tambour die Taube des Heiligen Geistes. In den Pendentifs sieht man Mariensymbole, wie Turm, Stern, Rosen etc., aus sehr fein ziseliertem Stuck. Die Wände haben einen farbigen Marmordekor in den Tönen Gelb, Anthrazit, Mauve und rötlichen Tönen.
Der elegant mit Blumen- und Früchte-Festons und Cherubimköpfen geschmückte Hauptaltar aus farbigem Marmor ist ein Werk von Dionisio Lazzari. Das wuntertätige Madonnenbild im Zentrum wird von einem reichgeschnitzten goldenen Oval gerahmt und flankiert von rotmarmornen Säulen und Kerzen haltenden Engelsfiguren von Francesco Pagano; ganz oben die Taube des Heiligen Geistes.
An den Vierungspfeilern rechts und links vom Hauptaltar befinden sich stuckverzierte Emporen mit zwei Orgeln aus dem 18. Jahrhundert.
Auf dem Altar des linken Querschiffs befindet sich ein Ölbild der Vergine dell’Aiuto (Jungfrau der Hilfe), das 1781 von Giuseppe Farina gemalt wurde. Das Altarbild im rechten Querschiff mit dem Tod des Hl. Joseph wird Nicola Malinconico zugeschrieben. Die seitlichen Ovale mit dem Hl. Erzengel Michael und dem Tod des Hl. Andrea Avellino schuf wahrscheinlich Giacinto Diano.
Im Eingangsbereich sieht man drei Gemälde von Gaspare Traversi von 1749: die Geburt der Maria, die Verkündigung und die Himmelfahrt Mariä.
Im Kirchenschiff befindet sich außerdem das Grabmal des Gennaro Acampora, das 1738 nach Entwürfen von Bartolomeo Granucci ebenfalls von Francesco Pagano geschaffen wurde.

## Einzelanmerkungen
1. 1 2 3 4 5 6 7 8 9 10  Die „Chiesa di Santa Maria dell’Aiuto“ auf der Website   „napoligrafia“, (italienisch; gesehen am 15. August 2019)
2. 1 2 3 4 5 6  Geschichte der  Kirche „Santa Maria dell’Aiuto“ von Neapel auf der Website „www.storiacity.it“ (gesehen am 15. August 2018)
3. 1 2  Informationen über die Kirche „Santa Maria dell’Aiuto“ von Neapel auf der Website „cosedinapoli.com“ (italienisch; abgerufen am 15. August 2019)